# Memecylon eglandulosum
Memecylon eglandulosum är en tvåhjärtbladig växtart som beskrevs av Joseph Marie Henry Alfred Perrier de la Bâthie. Memecylon eglandulosum ingår i släktet Memecylon och familjen Melastomataceae.
Artens utbredningsområde är Madagaskar. Utöver nominatformen finns också underarten M. e. bezavonense.